# ウラジーミル・マソリン

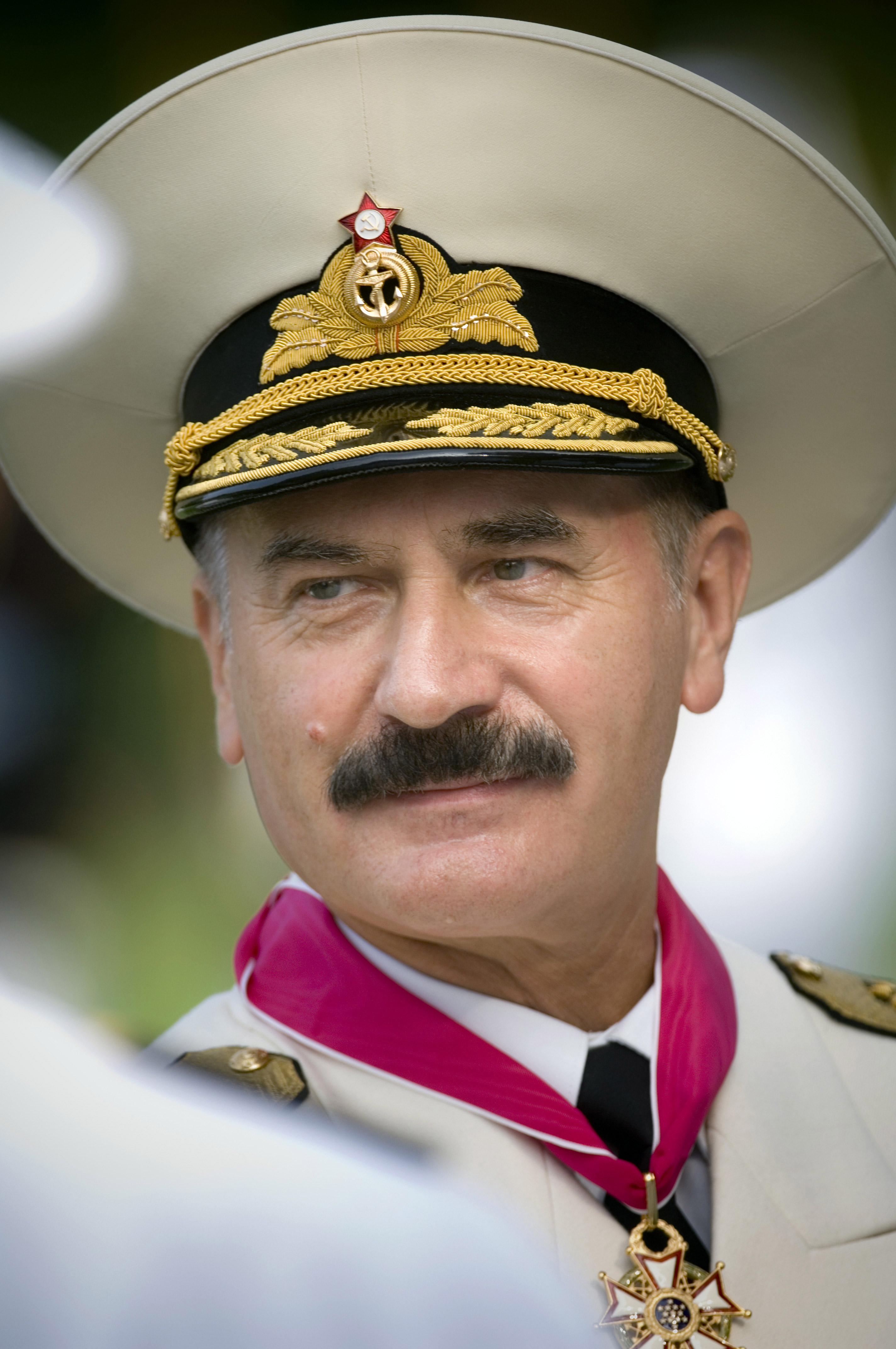
ウラジーミル・マソリン

ウラジーミル・ワシーリエヴィチ・マソリン（Владимир Васильевич Масорин、1947年8月24日 - ）は、ロシアの軍人、ロシア国防相顧問。2005年から2007年までロシア海軍総司令官。上級大将。

## 経歴
1970年、黒海高等海軍学校を卒業。北方艦隊において、大型対潜艦のミサイル・砲術戦闘班統制グループ長、戦闘班長として勤務。
1977年、海軍高等特殊将校課程修了後、大型ミサイル艦の先任副艦長、大型対潜艦の艦長、戦列駆逐艦の艦長を務めた。1983年から北洋艦隊戦列駆逐艦旅団参謀長。
1986年、通信教育で海軍アカデミーを卒業。1987年から北方艦隊戦列駆逐艦旅団長、1989年から北洋艦隊作戦編合部隊参謀長。
1993年、ロシア連邦軍参謀本部アカデミー卒業後、北方艦隊参謀長に任命。1996年からカスピ小艦隊司令官。2002年10月から黒海艦隊司令官。
2001年、「北カフカス地方の実例に基づく"武力紛争という条件下における兵士の戦闘即応性"」というテーマの論文を書いて教育学修士号を取得。
2005年、海軍参謀総長/第一副総司令官に任命。
2005年9月4日、海軍総司令官に任命。
2007年9月、定年により退任し、ウラジーミル・ヴィソツキー海軍大将と交代した。
2007年12月、アナトーリー・セルジュコフ国防相は、マソリン上級大将を国防相顧問として現役に復帰させる事を決定した。
今後は、海洋兵器開発に関するアドバイザーとして活動する。